# عباس نژادفتحی
عباس نژادفتحی (۱۳۳۳-۱۴۰۱) موزه‌دار و پژوهشگر تاریخ و مردم‌شناسی‌ شهر شوشتر و استان خوزستان بود. وی از علاقمندان میراث فرهنگی بود و در شهر تاریخی شوشتر یک موزه با بیش از دوهزار قطعه آثار تاریخی با هزینه شخصی دایر کرده و احیاگر قلم‌نی شوشتری بود.

## آثار
ایشان علاوه بر تاسیس موزه با هزینه شخصی و احیای قلم‌نی‌ شوشتری، آثار مکتوبی نیز از خود به جای گذاشته است. از جمله آثار ایشان:
- تاسیس موزه خصوصی مردم‌شناسی «شوشتر اوسونا» و «تارمه»
- کتاب «لغت‌نامه فتحی» که شامل کهنه‌واژه‌های‌ گویش شوشتری است که در سایر لغت‌نامه‌های شوشتر بدان‌ اشاره نشده است.
- تدوین لغت‌نامه استاد مرحوم نیرومند (به‌صورت مشترک با استاد پارسی‌پور)
- کتاب «اسطوره‌های خوزی» که کتابی است در مورد فرهنگ شوشتر و منطقه خوزستان شامل‌ شوشتر، دزفول، رامهرمز، و هندیجان و …
- کتاب «بازی‌های کهن»، این مجموعه با درگذشت ایشان نیمه‌کاره باقی مانده‌‌ است.[۵][۶]

## درگذشت
این پیشکسوت میراث فرهنگی در بیست و هفتم اردیبهشت ۱۴۰۱ در شوشتر درگذشت. درگذشت ایشان با پیامهای تسلیت فعالان فرهنگی-اجتماعی و مسوولان دولتی از جمله قائم مقام وزیر میراث فرهنگی همراه بود.